# Narda (Szombathely)
Narda es un pueblo ubicado en el distrito de Szombathely, condado de Vas, Hungría.

## Superficie
Posee una superficie de 10,35 kilómetros cuadrados.

## Demografía
Hasta 2022 la población era de 492 habitantes, con una densidad de población de 47,54 habitantes por kilómetro cuadrado.